# Orhan Kural

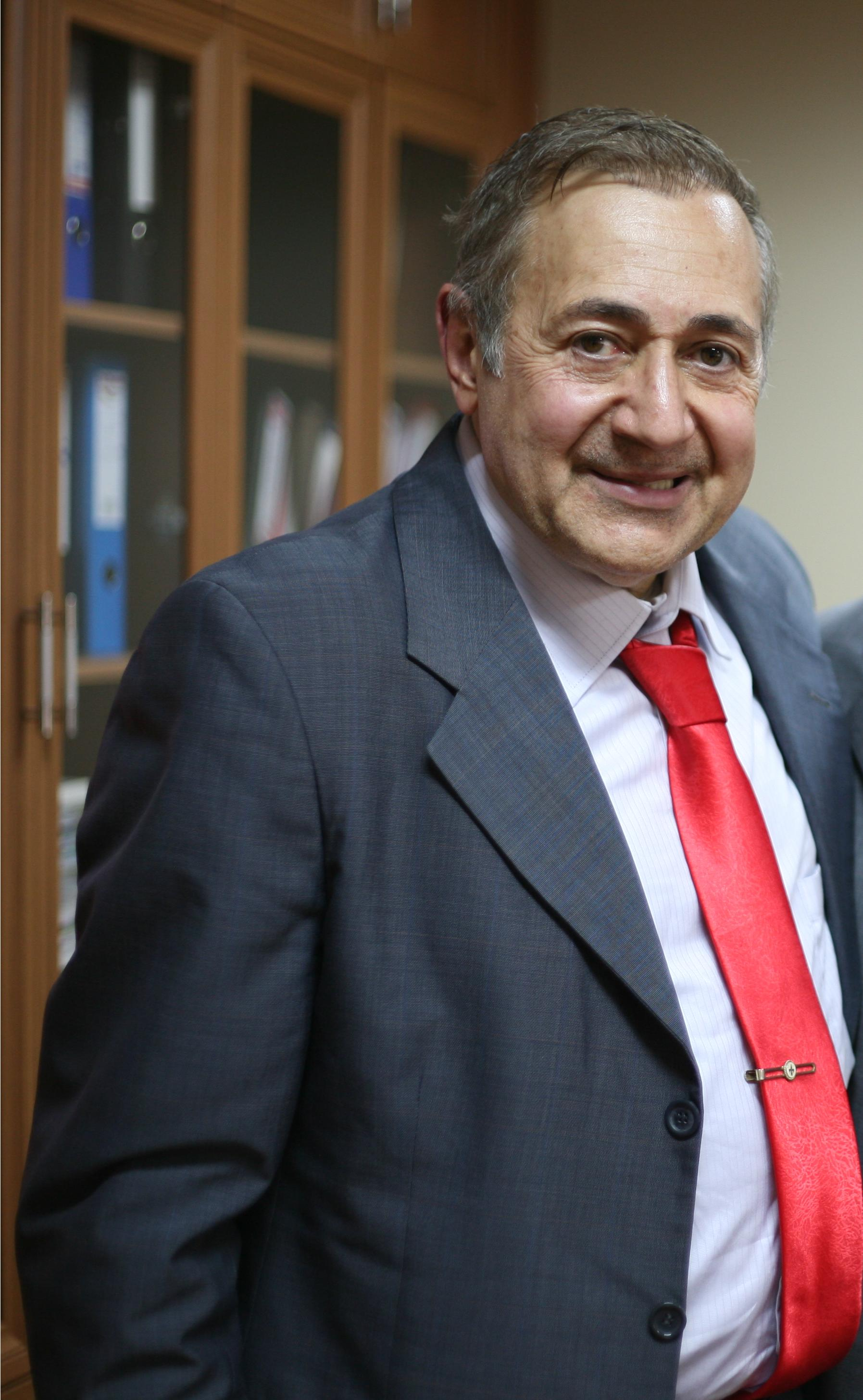
Orhan Kural (2008)

Orhan Cevdet Kural (* 1950 in Istanbul; † 23. Dezember 2020) war ein exzentrischer türkischer Reisebuch-Autor, Professor für Mineralogie und der zweite Vorsitzende der Ingenieur-Fakultät an der İstanbul Teknik Üniversitesi.
Kural war einer der bekanntesten türkischen Umweltaktivisten und ein Vorreiter der Antiraucherbewegung. Er erhielt in der Türkei für seine Bemühungen in Sachen Umweltschutz 532 Auszeichnungen und Dankesplaketten. Zum Thema Umweltschutz gab er unentgeltlich Konferenzen an Schulen, wenn er dazu eingeladen wird. Die Zahl der in der Vergangenheit von ihm abgehaltenen Konferenzen geht Aussagen seiner Webseite zufolge inzwischen über 2500 in insgesamt 30 Ländern. Außerdem war er stellvertretender Honorarkonsul von Ghana und der 1. Honorarkonsul von Benin in Istanbul. Auch vertrat er eine Zeit lang ehrenamtlich das Guinness-Buch der Rekorde in der Türkei. Kural war auch der Gründungspräsident des einzigen türkischen Globetrottervereins Gezginler Kulübü. Sein Leben wurde als Theaterstück mit dem Titel Der Türkische Don Quichote nachgespielt. Kurals Reisefotografien wurden bisher in 36 Einzelausstellungen gezeigt. Des Weiteren moderierte Kural ein wöchentliches Radioprogramm zum Thema Reisen auf dem türkischen Sender Yön Fm. Kural moderierte mehrere Fernsehprogramme und schrieb Artikel für die linksliberale türkische Tageszeitung Milliyet Artikel.
Er starb am 23. Dezember 2020 an den Folgen von COVID-19.

## Werke
Orhan Kurals schriftstellerische Tätigkeit konzentrierte sich vor allem auf individuelle Reiseberichte, in denen er in insgesamt zehn Büchern über 189 von ihm besuchte Länder berichtet. Allerdings beschränkte sich seine schriftstellerische Tätigkeit nicht nur auf das Verfassen von Reisebüchern. Kural schrieb unter anderem seine Autobiografie und gab drei Bücher in englischer und ein Buch in türkischer Sprache heraus, die sich mit dem Thema Kohle befassen. Eins seiner englischen Bücher mit dem Namen Coal (dt.: Kohle) ist mit dem Weltrekord, die meisten Vorworte von insgesamt 22 Staatsoberhäuptern zu haben, ins Guinness-Buch der Rekorde aufgenommen worden.
Weiterhin gab er ein Buch mit Umweltgedichten heraus. In den Büchern Sefername 1 und Sefername 2 (dt.: Reise) war Kural einer der dort vertretenen 50 Autoren mit Kurzgeschichten zum Thema Reisen. Orhan Kural war auch der Autor eines Mathematikbuches.